# حقوق الإنسان في الشرق الأوسط

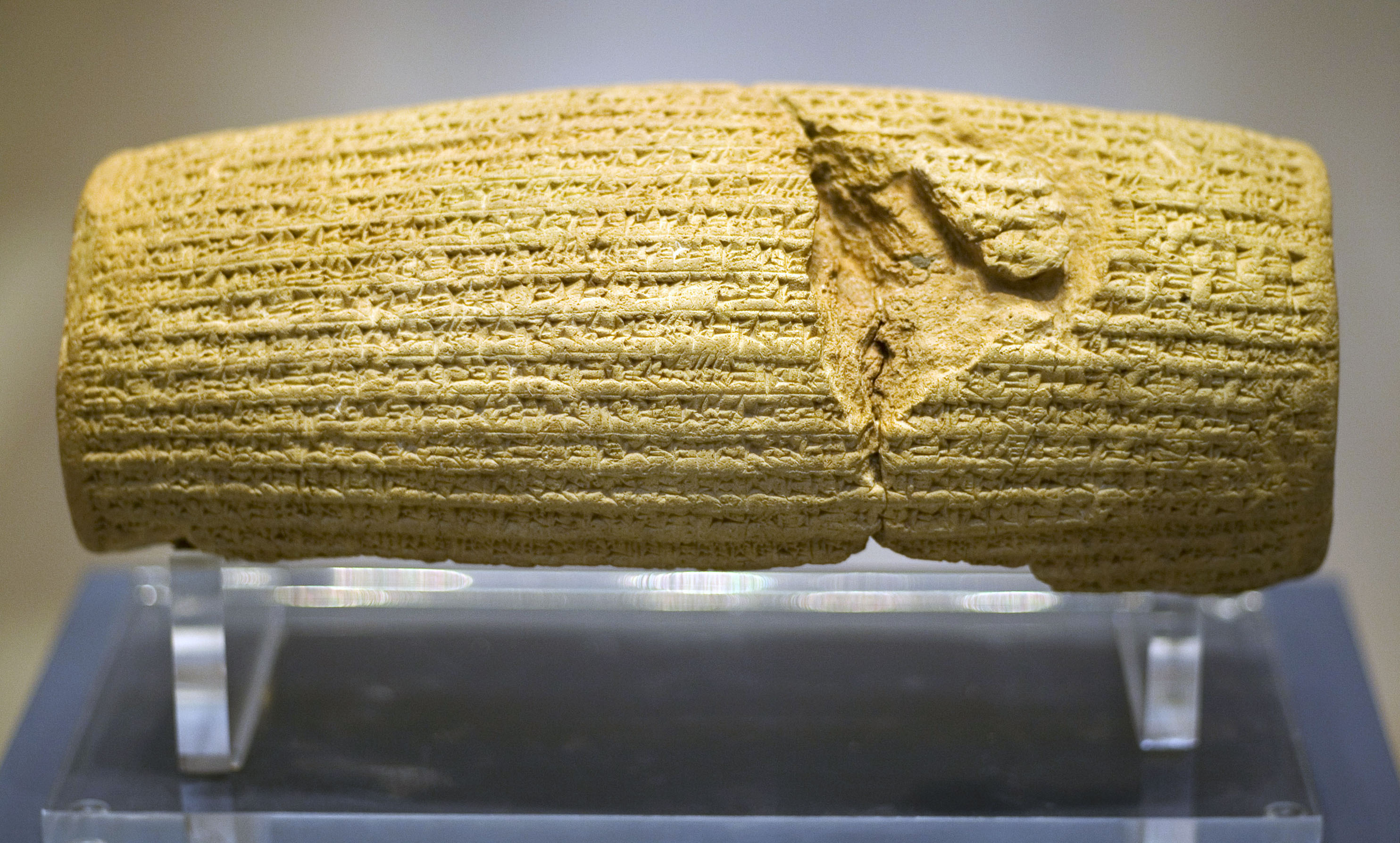

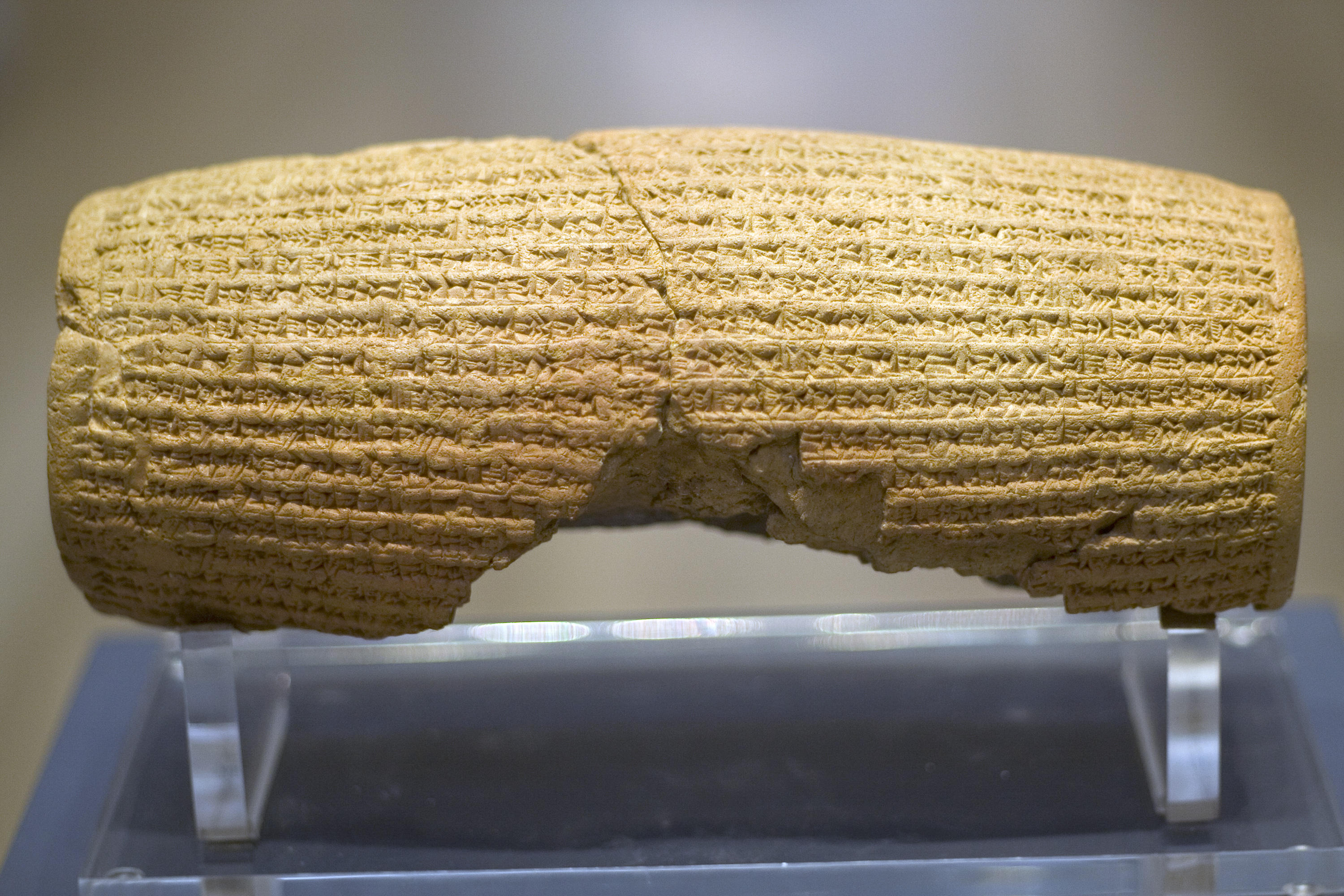
أسطوانة قورش هي إعلان عن كورش العظيم، الذي حكم الكثير من الشرق الأوسط. وقد زُعم أن دفاعها عن الحرية الدينية هو الإعلان الأول لحقوق الإنسان.

حقوق الإنسان في الشرق الأوسط مقلقة ولا ويجد ثقافة احترام حقوق الإنسان. في عام 2011 تعرض الكثيرون لإنتهاكات جسيمة لحقوقهم الإنسانية على نطاق واسع. خاصة لمن يعيشون في سوريا واليمن ومصر والبحرين. جرت خطوات في طريق حقوق الإنسان في الشرق الأوسط فجامعة الدول العربية كانت ستعلق عضوية ليبيا في الشهر التالي بذريعة حقوق الإنسان. وفي البحرين، أثار القمع الذي مارسته الحكومة موجة من القلق على الصعيد الدولي، وكذلك معارضة داخلية، بلغتا حداً اضطر الملك إلى اتخاذ خطوة غير مسبوقة بتعيين لجنة لتقصي حقيقة ما وقع من أحداث، وخلصت هذه إلى تقديم تقرير من 500 صفحة عن انتهاكات حقوق الإنسان. أطرت سوريا إلى قبول مراقبين من الدول العربية، ووقَّع المنصف المرزوقي بيان منظمة العفو الدولية من أجل التغيير، متعهداً باحترام التدابير العشرة المهمة لحقوق الإنسان التي تضمنها.
كما جرت محاسبات لبعض المتهمين بإنتهكات حقوق الإنسان، ففي مصر، يواجه الرئيس السابق، حسني مبارك، ووزير الداخلية الأسبق، حبيب العادلي، وستة من كبار ضباط الشرطة المحاكمة بالعلاقة مع مجموعة من التهم، بما فيها «القتل مع سبق الإصرار لبعض المشاركين في الاحتجاجات السلمية لثورة يناير 2011»، وهي تهمة طلب النائب العام إنزال عقوبة الإعدام بهم بسببها. وفر رئيس تونس السابق، زين العابدين بن علي، إلى المملكة العربية السعودية في 14 يناير 2011، حيث لا يزال في المنفى، ومنذ ديسمبر، بدأت محاكمة بن علي، غيابياً، إلى جانب نحو 40 من كبار المسؤولين في عهده، بجرائم تتعلق بقتل المحتجين. ومنذ يونيو/حزيران 2011، أدين بن علي وأفراد من عائلته بعدة جرائم غيابياً، بما في ذلك الاختلاس وحيازة الأسلحة والمخدرات بصورة غير قانونية، والتزوير المتعلق بمشاريع الإسكان وإساءة استعمال السلطة.
في ليبيا قتل معمر القذافي، الذي كانت المحكمة الجنائية الدولية قد أصدرت مذكرة توقيف بحقه، كما يزال عبد الله السنوسي، مدير المخابرات الليبية السابق المطلوب للمحكمة الجنائية الدولية أيضاً، طليق السراح. وقد طلبت السلطات الليبية أيضاً تسليمها رئيس الوزراء السابق البغدادي المحمودي لمحاكمته. وفي البحرين، أعلنت الحكومة في مطلع 2012 أن التحقيق يجري مع 48 من منتسبي الأمن والشرطة بشأن انتهاكات لحقوق الإنسان ارتكبت خلال مظاهرات الاحتجاج المناهضة للحكومة في 2011. وقد أعلن مكتب النائب العام أنه يحقق في 107 قضايا انتهاكات لحقوق الإنسان تشمل التعذيب والوفاة في الحجز والقتل غير المشروع.

## الإطار القانوني

### الالتزامات الدولية
بحلول عام 1948؛ وقّعت كل من مصر، إيران وباكستان على الإعلان العالمي لحقوق الإنسان في حين لم تفعل ذلك المملكة العربية السعودية بحجة أن الإعلان «لم يأخذ في عين الاعتبار الفروقات الثقافية والدينية بين البلدان العربية والغربية.»
حصلَ إعلان القاهرة لحقوق الإنسان في الإسلام عَلى تأييد 45 دولة عضوة في منظمة التعاون الإسلامي وذلكَ في آب/أغسطس 1990. يُقوّضُ هذا الإعلان العديد من الحقوق في الإعلان العالمي لحقوق الإنسان حيثُ يسمح لجميع الدول الأعضاء في المنظمة بالالتزام بحقوق الإنسان على أساس الشريعة الإسلامية. فعلى سبيل المثال لا الحصر تنصّ المادة 18 من الإعلان العالمي لحقوق الإنسان على أن لكل فرد «الحق في حرية الدين، كما لهُ الحقّ في حرية تغيير الدين وحرية إظهار ممارسة الشعائر». في حين تنصّ المادة 10 من إعلان القاهرة على أنه «يُحظر ممارسة أي شكل من أشكال الإكراه على الإنسان أو استغلال فقره أو الجهل من أجل تحويله إلى دين آخر أو إلى الإلحاد.»
تأسّستِ اللجنة العربية لحقوق الإنسان عام 2009 وذلك للإشراف والامتثال للميثاق العربي لحقوق الإنسان الذي دخلَ حيّزَ التنفيذ في آذار/مارس 2017. اعتبارًا من بداية تشرين الأول/أكتوبر 2009؛ صادقت عشر دول عربية على الميثاق العربي وهي: الجزائر، البحرين، الأردن، ليبيا، فلسطين، قطر، السعودية، سوريا، الإمارات العربية المتحدة واليمن. اعتبارا من شباط/فبراير 2012؛ صادقت أربعُ دول أخرى على الميثاق العربي وهي العراق، الكويت، لبنان ثم السودان. يهدفُ الميثاق إلى الدّفاع عن حقوق المواطن العربي كما يعملُ على استعراض تقارير الدول وتقديم توصيات حسب الاقتضاء؛ لكن وبالرغم من ذلك فالميثاق لا ينص على آلية تقديمٍ للشكاوى.

## قضايا حقوق الإنسان

### عقوبة الإعدام
في ما يخص عقوبة الإعدام في بلدان المنطقة؛ يمكن تقسيم هذا الموضوع إلى قسمين:
1. ألغت كل من تونس، الجزائر، المغرب، إسرائيل وموريتانيا عقوبة الإعدام نسبيًا، باستثناء إسرائيل فلا زالت كل البلدان المذكورة أعلاه تُحافظ على هذه العقوبة عندما يتعلقُ الأمر بالجرائم الخطيرة مثل جرائم تتعلق بالمخدرات والقتل. آخر عملية إعدام نُفذت في إسرائيل كانت عام 1962 ونفس الأمر بالنسبة لباقي الدول تقريبًا مع اختلاف في التاريخ.[8]
2. تُعدمُ باقي البلدان الأخرى في الشرق الأوسط السجناء وذلك بسببِ جرائم قد تُعتبر «عادية».[9] ألغت منطقة الإدارة الكردية في شمال سوريا المستقلة بحكم الأمر الواقع عقوبة الإعدام خلال خلال الحرب الأهلية.[10]

حسب الكثير من الدراسات فقد تبث أن من الصعب القضاء على عقوبة الإعدام في منطقة الشرق الأوسط ويرجع ذلك إلى حد كبير بسببِ النظم القانونية في هذه البلدان والتي تتمحورُ غالبيتها حول الدين. يستندُ النظام القانوني في معظم البلدان في منطقة الشرق الأوسط في المقام الأول على الشريعة باستثناء نظام إسرائيل الذي يقوم على مصادر مختلفة. تُُحددّ الشريعة القانون الجنائي لتلك الدول لذلك فإن معظم الجرائم تُصنّفُ على أساس الحد. هناك بعض الجرائم الثابتة التي تستدعي حكم الإعدام حسبَ ما هو منصوصٌ عليه في القرآن والحديث. تشمل هذه الجرائم كل من الزنا، الردة، السطو المسلح والتمرد. بحلول عام 2012؛ زادت جمهورية إيران الإسلامية من تعقيدِ الأمور بعدما أقدمت على إعدام اثنين في يوم واحد. جدير بالذكر هنا أنّ إيران تواصل تنفيذ حكم الإعدام في حقّ الكثير من السجناء بالرغم من التزاماتها الدولية.
وفقًا للدراسات التي أجرتها منظمة العفو الدولية في عام 2015 فإن ثماني دول في الشرق الأوسط قد أعدمت 1196 شخصًا على الأقل وهذا ما يُمثلُ ارتفاعًا بنسبة 26% مُقارنة بإحصائيات عام 2014 التي بلغت 945 حالة. حسبَ منظمة العفو دائمًا فإنّ إيران تُمثل وحدها نسبة 82% من جميع عمليات الإعدام المسجلة في المنطقة أمّا المملكة العربية السعودية فقد أعدمت ما لا يقل عن 158 شخصا أي بزيادة 76% عمّا هو مسجل في عام 2014 وهو أعلى رقم في تاريخ المملكة العربية السعودية منذ عام 1995. في أبريل 2020 ألغت السعودية أحكام القتل تعزيرا لمن لم يتموا 18 عاما وقت ارتكابهم الفعل المعاقب عليه، وشمل هذا القرار الأحداث الذين ارتكبوا جرائم إرهابية وصدرت بحقهم أحكام نهائية بالقتل.
لطالما شكلت عقوبة الإعدام موضوعًا مثيرًا للجدل؛ خاصة لدى منظمة الأمم المتحدة التي تسعى إلى تحقيق حقوق الإنسان في كل دول العالم. بشكلٍ عام ترى الكثير من المنظمات الحقوقية أن الشريعة تلعبُ دورا مهما في تنفيذ هذه العقوبة حيث تنص بشكل مباشر على الحكم بالإعدام في حق عددٍ من الجرائم الحدية. وعلاوة على ذلك؛ هناكَ الكثير من أساليب الإعدام في النصوص المقدسة مثل الجَلْد، الرجم والبتر. كل هذه الأحكام تنتهكُ وبشكل صريح الاتفاقيات الدولية التي تحظر التعذيب وغيره من ضروب المعاملة القاسية واللاإنسانية. تنصُّ المادة الأولى منَ البروتوكول الاختياري الثاني الملحق بالعهد الدولي الخاص بالحقوق المدنية والسياسية  الرامي إلى إلغاء عقوبة الإعدام والذي اعتمدتهُ الجمعية العامة للأمم المتحدة في عام 1989 على أنه يحب على جميع الأطراف الامتناع عن تنفيذ أحكام الإعدام وأن تتخذ جميع التدابير اللازمة لإلغاء عقوبة الإعدام داخل نطاق ولايتها القضائية. لم تُصادق أيٌّ من البلدان في منطقة الشرق الأوسط على هذا البروتوكول في حين صادقت عليه بلدان أخرى من مختلف بقاع العالم.
سلط الممثل الخاص للاتحاد الأوروبي لحقوق الإنسان الضوء على قضايا السجناء البحرينيين ‘ حسن مشيمع، وعبد الهادي الخواجة، وعبد الجليل السنكيس في حوار حقوق الإنسان مع السلطات البحرينية في أوائل عام 2021 . قد رفع الاتحاد الأوروبي اعتبارها بشكل منهجي إلي السلطات البحرينية طلبا بحظر التعذيب على السجناء، وحقهم في محاكمة عادلة، وحرية التعبير وتكوين الجمعيات، والاعتقالات التعسفية والمحاكمات الجماعية. 

### حرية الدين
ينصُ الإعلان الدستوري المصري الصادر في مارس 2011 والدستور الجديد المُصادق عليه في 22 كانون الأول/ديسمبر 2011 على حرية الدين لكن وبالرغم من ذلك فبعض أحكام الدستور والقوانين والسياسات الحكومية والممارسات تحد من هذه الحرية. لا تعترفُ المملكة العربية السعودية بحرية الدين ولا تعترفُ بحماية ِذلك بموجب القانون. تُشكل الطائفة السنيّة الغالبية العظمى في السعودية التي تعتمد على الشريعة المستقاة منَ القرآن والسنة وبالتالي فمعظم قوانين المملكة نابِعة من الشريعة. ينصّ دستور الكويت على السماح بالحرية الدينية ومع ذلك فالحكومة لا تُطبق هذا في كل المرات. بشكل عام تفرض الحكومة الكثير من القيود على حرية الدين من خلال سنّ قوانين في سياسات أخرى. تُعَد الشريعة (القانون الإسلامي) المصدر الأساسي للتشريع في دولة الكويت فيما يُعتبر الإسلام دين الدولة. تحترم حكومتي العراق ولبنان الحرية الدينية من خلال الدستور ومن خلال باقي القوانين الأخرى التي تُسن بين الفينة والأخرى. ينص الدستور اللبناني بوضوح على المساواة في الحقوق والواجبات بين جميع المواطنين دون تمييز أو تفضيل ولكنه يعمل عى تحديد توازن للقوى بين المجموعات الدينية الرئيسية. بخصوص دستور العراق؛ فهوَ يعتبر الإسلام الدين الرسمي في البلد كما ينصّ على أن الإسلام هو المصدر الرئيسي للتشريع ولا يجوز سن أي قانون يتعارض مع «ثوابت وأحكام الإسلام».

### وضع المرأة

#### العمل
تتقاضى النساء في جميع أنحاء الشرق الأوسط أجورًا أقل من الرجال على الرغم من أن هناك قوانين عمل تُملي المساواة في فرص الترقية والتدريب والمساواة في الأجر خلال نفس النوع من العمل. لطالما تم انتهاك مثل هذه القوانين. لا يتعلق الأمر بالتساوي في الراتب فقط بل في الفرق في المزايا مثل القروض لكبار المسؤولين والمنحَ والسكن وهلمّ جرا. تستطيع المرأة في في جميع أنحاء الشرق الأوسط تقديم شكاوى تمييز للوكالات الحكومية ولكنّ هذه الشكاوى غالبًا ما تكون غير فعّالة بسبب عدم قدرة الوكالات على التحقيق بشكل فعال في حالات التمييز أو فرض عقوبات على أصحاب العمل الذين ينتهكون قوانين العمل. في العديد من البلدان في المنطقة؛ تمنعُ قوانين العمل المرأة من القيام بالأعمال الشاقة أو الخطرة أو العمل الذي يمكن اعتباره «مضرًا بالصحة أو الأخلاق»؛ كما يُحظَر على النساء العمل في الليل باستثناء الطبيبات وعدد قليل من المجالات الأخرى.

#### التعليم
يعدّ التعليم مجال هام من مجالات النهوض بالمرأة في المنطقة. حققت المرأة في الشرق الأوسط منذ بداية تسعينيات القرن العشرين تقدما ملحوظا على كل المستويات خاصة عندما يتعلقُ الأمر بقضايا مثل محو الأمية والتعليم وبخاصة التعليم العالي هذا فضلا عن مجموعة من المجالات الأخرى.

#### العنف الأسري
لا يوجد بلد في المنطقة -باستثناء منطقة الحكم الذاتي في شمال سوريا- يُوفر حماية خاصة ضد الاغتصاب الزوجي أو العنف المنزلي ومع ذلك فإنّ الإيذاء البدني محظور بشكل عام. هناك نقص في حماية المرأة داخل المنزل ومن شبه المستحيل حصول مساءلة قانونية عندما يتعلق الأمر بانتهاك لحقوق السيدة أو الآنسة داخل المنزل إلا في بعضِ الحالات المحدودة. تعتقدُ الكثير من النّساء أنّ مناقشة قضايا مثل الاعتداء عليهن داخل المننزل سيُضر بهن وبسمعة وشرف أسرهن. نادرًا ما ترفعُ النساء المعنفات شكاوى لدى الشرطة خاصّة في المملكة العربية السعودية التي تقومُ على قانون الوصاية.

### حقوق الأطفال
صادقت جميع الدول في منطقة الشرق الأوسط على اتفاقية الأمم المتحدة لحقوق الطفل. عقب التصديق على هذه الاتفاقية؛ سنّت بعض الدول مجموعة من القوانين لحماية الأطفال من العنف والإساءة والإهمال والاستغلال. أمّا أخرى فقد وضعت الطفل في مكانة شاملة وعملت على جمع أحكام قانونية لحمايته. أحرزت مصر ما قبل ثورة 2011 بعض التقدم في التعليم والوصول إلى اللقاحات وتطهير المياه للأطفال، كما أحرزت تقدمًا طفيفًا للغاية في تقليل العنف ضد الفتيات وسدّ الفجوة بين الجنسين في التعليم والظروف الاجتماعية والاقتصادية أيضا. بعد انقلاب العسكر على السلطة الشرعية عام 2013 وفي النصف الثاني من هذا العام أشارت تقديرات اليونيسف إلى أن 400 طفل قد اعتُقل من قبل قوات الأمن بالتزامن مع الاضطرابات السياسية التي مرّ منها البلد.
تأسست المؤسسة المصرية للنهوض بالطفولة عام 2000 وهي مؤسسة تعمل على الدعوة لحماية الأطفال من إساءة المعاملة والاستغلال فضلا عن تعزيز رفاهيتهم. تُحاول المؤسسة توفير المساعدة القانونية بشكل مجاني للأطفال في ورطة. على الجهة المقابلة؛ يُعاني لاجئو سوريا الأمريّن وذلك بسبب الأزمات السياسية المتوالية والصراعات الداخلية التي تسبب في نزح الملايين منهم لبلدان مُجاورة مثلَ العراق -الذي يُعاني هو الآخر- وتركيا. تصاعد الصراع المسلح مع تنظيم الدولة الإسلامية (داعش) مما تسبّبَ في وضعِ المزيد من الأطفال في خطر لما قد يتعرضون له من استغلال والتعليم وعنف جنسي فضلا عن التجنيد الإجباري. بحلول عام 2005؛ تأسّست منظمة شباب الجنوب التي تعملُ على إثارة الوعي بحقوق الإنسان كما تعمل على تحقيق قدر أكبر من الحماية لهم. تعرض منظمة شباب الجنوب وثائق لانتهاكات جسيمة ضد الأطفال مع التركيز بشكل خاص على التمييز، العنف الطائفي والاعتداء على النساء والفتيات.

### قمع سياسي
في 16 مايو 2020، اعتقلت إيران أكاديمية فرنسية إيرانية، فريبة أديلخه بتهم الأمن القومي. وانتقد وزير الخارجية الفرنسي جان إيف لو دريان الاعتقال ووصفه بأنه خطوة سياسية وطالب بإطلاق سراحها.
كشف التقرير العالمي 2021 المؤلف من 761 صفحة والذي نشرته هيومن رايتس واتش في يناير 2021 ` لم تتحسن حالة حقوق الإنسان في البحرين في عام 2020. وسلط الضوء على تصاعد القمع ضد أنشطة وسائل التواصل الاجتماعي، وتأييد أحكام الإعدام من قبل المحاكم ضد نشطاء المعارضة بعد محاكمات جائرة، واستمر محاكمة النقاد بسبب التعبير السلمي. كما زادت الدولة من استخدام عقوبة الإعدام، فيما رفضت العلاج الطبي لبعض الشخصيات المعارضة البارزة المحتجزين. قالت هيومن رايتس واتش إن البحرين تستخدم عدة أدوات قمعية لإسكات ومعاقبة كل من يجرؤ على انتقاد الحكومة.

## مبادرات حقوق الإنسان الإقليمية
تم عقدُ العديد من المبادرات وَالبرامج الداعمة لحقوق الإنسان في منطقة الشرق الأوسط بما في ذلك:
- الشبكة العربية للمؤسسات الوطنية لحقوق الإنسان: تتشكلُ هذه الشبكة منْ 14 مؤسسة وطنية لحقوق الإنسان من مختلف أنحاء العالم العربي: الجزائر، البحرين، جيبوتي، العراق، الأردن، ليبيا، موريتانيا، المغرب، سلطنة عمان، فلسطين، قطر، السودان ثمّ تونس.
- المعهد العربي لحقوق الإنسان: هي منظمة عربية مستقلة وغير حكومية تتخدُ من تونس العاصمة مقرًا لها. تأسس المعهد عام 1989 بمبادرة من المنظمة العربية لحقوق الإنسان، اتحاد المحامين العرب والرابطة التونسية لحقوق الإنسان بدعم من مركز الأمم المتحدة لحقوق الإنسان.
- تحالف المدن العربية ضد العنصرية والتمييز العنصري وكره الأجانب وما يتصل بذلك من تعصب: أطلقت هذه المبادرة في عام 2008 بمدينة الدار البيضاء في المغرب. هي جزء من التحالف الدولي الشامل والمدن المستدامة (ICCAR) وهي مبادرة أطلقتها اليونسكو في آذار/مارس 2004. تسعى هذه التحالفات الإقليمية إلى إنشاء شبكة من المدن ترغب في تبادل الخبرات من أجل تحسين السياسات الرامية إلى مكافحة العنصرية والتمييز العنصري وكره الأجانب وما يتصل بذلك من تعصب.
- الشبكة العربية لمعلومات حقوق الإنسان: هي منظمة غير حكومية مقرها في مصر وتقوم بجمع المنشورات والحملات والتقارير والبيانات حولَ 140 منظمة حقوق إنسان عربية في جميع أنحاء المنطقة.
- المبادرة العربية للديمقراطية وحقوق الإنسان: أنشئت هذه المبادرة في عام 2015 بدعم من الاتحاد الأوروبي الذي عملَ على توحيد عدة جامعات من مختلف أنحاء المنطقة العربية بما في ذلك الأردن، لبنان، فلسطين، المغرب وتونس.